# Jean Barbier
Jean Barbier, també conegut com a Ganich, Haurmaite o Nehor (Sant Joan de Peu de Port, Baixa Navarra, 9 de juliol de 1875 - Senpere, Lapurdi, 31 d'octubre de 1931) fou un sacerdot, professor i escriptor basc en euskera.
Format a Hasparren, Larresoro i Baiona, el 1897 obté el primer premi en el certamen literari de Sara (Lapurdi). L'any 1898, després d'acabar els seus estudis, s'ordena sacerdot, i en anys successius guanya premis als certàmens d'Hendaia, Urruña i Buenos Aires. El 1900 es doctora en teologia a l'Institut Catòlic de Tolosa (ICT). Posteriorment, és nomenat professor del Seminari de Larresoro i vicari de la Catedral de Baiona. A partir de 1908 les seves publicacions literàries en basc són cada vegada més nombroses: Gure amaxo; Nere kantuak (1910), i Mestressa Birjiña Lurden (1920). El 1913 és nomenat rector de Senpere (Lapurdi) i el 1921 funda amb altres amics, a casa seva, la revista "Gure Herria". És autor de les obres teatrals Sorgiñak, Zubietako Debrua, Kauserak eta Kruchpetak, Gauden Eskualdun, publicats a "Gure Herria" entre 1921 i 1926. El 1924 publicà a Baiona Suspazter chokoan, un recull de 25 contes, un poema i cinc obres de teatre. Altres obres seves són la novel·la Piarres (1926-1929), Légendes du Pays Basque d'aprés la tradition, en francès, i èuscar el 1931. També és seu l'estudi "El poeta Charles Bécas". Gran part de la seva prolífica producció es troba a la revista "Gure Herria".